# Affengeil
Affengeil (oder auch Affengeil – Eine Reise durch Lottis Leben) ist ein semi-dokumentarischer Spielfilm von Rosa von Praunheim aus dem Jahr 1990, der vom Leben der Künstlerin Lotti Huber handelt.

## Inhalt
Film über das Leben der Künstlerin Lotti Huber, die von Rosa von Praunheim für die große Bühne entdeckt wurde, als sie bereits fast 70 Jahre alt war. Huber agiert größtenteils selber vor der Kamera und führt ungeschönt durch ihre von Katastrophen, Schicksalsschlägen, aber auch Erfolgen gezeichnete Biographie.

## Notizen
Der TV- und Kinofilm wurde unter anderem 1991 bei den Internationalen Filmfestspielen von Berlin, beim Sydney Film Festival, beim Toronto International Film Festival sowie 1992 beim Frameline Filmfestival in San Francisco aufgeführt. Im Fernsehen wurde Affengeil unter anderem 2002 anlässlich Lotti Hubers 90. Geburtstag von Arte ausgestrahlt.
Der gleichnamige Soundtrack zum Film mit Liedern von Lotti Huber wurde erfolgreich als Album ausgekoppelt,
Huber wurde durch den Film bundesweit bekannt, war zu Gast in vielen TV-Talkshows und schrieb Bücher (ihre Autobiografie Diese Zitrone hat noch viel Saft (1998), die auch von der Filmarbeit mit Rosa von Praunheim handelt, wurde ein Bestseller).

## Rezeption
Die Kritik widmete sich vor allem der Hauptdarstellerin, die beeindruckte: „Lotti Huber in Affengeil: Was für ein Lebensmut! Faszinierend anzuschauen.“ (VPRO Cinema) „Lotti ist eine geniale Groteske und eine vollendete Performerin.“ (The Motion Picture Guide, 1993) „Lotti Huber, die Göttliche der Berliner Szene, verkündet in Rosa von Praunheims neuem Film frohe Botschaft: den unerschütterlichen Glauben an sich selbst. Mit nicht enden wollendem Jubel bezeugte das Publikum in der Vorstellung, die ich sah, seinen Dank für diese populäre Heilslehre [...]. Als Selbstdarstellung ist Affengeil ein Dokumentarfilm, am Spiel gemessen bietet er ein Höchstmaß individueller Unterhaltung [...]. Affengeil schlägt mich in Bann.“ (Dietrich Kuhlbrodt in: Rosa von Praunheim - Reihe Film 30, Carl Hanser Verlag, 1984) „Praunheims fiktionale Dokumentationen oder dokumentierende Fiktionen, wie immer man die Werke des Autorenfilmers nun auch kategorisieren mag, zeichnen sich zum einen durch eine verblüffend selbstironische Aufrichtigkeit, zum anderen durch eine zutiefst liebevolle Beschreibung der Menschen seiner Welten aus. [...] Legendär sind seine Porträts der mütterlichen Muse Lotti Huber. Der extravaganten Schauspielerin, Tänzerin und Diseuse des Berliner Underground setzte er Denkmäler [...].“ (Frankfurter Allgemeine Zeitung)

## Auszeichnungen
- Prädikat wertvoll[1]